# Club Atlético Nueva Chicago
O Club Atlético Nueva Chicago é um clube de futebol da Argentina sediado em Buenos Aires, mais precisamente, no bairro de Mataderos. Foi fundado em 1 de julho de 1911. A equipe atualmente disputa a Primera B Nacional (segunda divisão).

## História
No dia 1 de julho do ano de 1911, alguns jovens com idades entre 15 e 20 anos resolveram se unir para fundar uma nova instituição. O nome escolhido para o clube faz referência ao bairro de Mataderos, local de sua fundação, que na época se chamava La Nueva Chicago, por conta de sua similaridade com a cidade norte-americana. O bairro era um tradicional centro de indústrias de carne, pois ali havia um abatedouro de gado bovino, instalado em 1899, que ficava perto da sede do clube.
O Nueva Chicago fez sua estreia na Primeira Divisão no ano de 1919, ainda no amadorismo do futebol argentino. Após fazer constantes boas campanhas, o clube chegou a ser vice-campeão da competição no ano de 1925.
Seu primeiro título conquistado foi a Copa de Competencia Jockey Club de 1933, competição essa que é reconhecida pela AFA como precursora da Copa da Argentina.
Entre idas e vindas pelas divisões do futebol argentino, o Nueva Chicago voltou a conquistar um título nacional em 1940, quando foi campeão da terceira divisão da época.
O clube só voltou a disputar a Primeira Divisão no ano de 1981, após vencer a Primera B Nacional. Acabou sendo novamente rebaixado dois anos depois.
No século XXI, O Nueva Chicago só participou uma única vez da elite do Campeonato Argentino, no ano de 2015.[carece de fontes?]

## Símbolos
O Nueva Chicago teve mais de 17 escudos durante toda sua história, todos eles com as cores oficiais do clube, o Verdinegro.

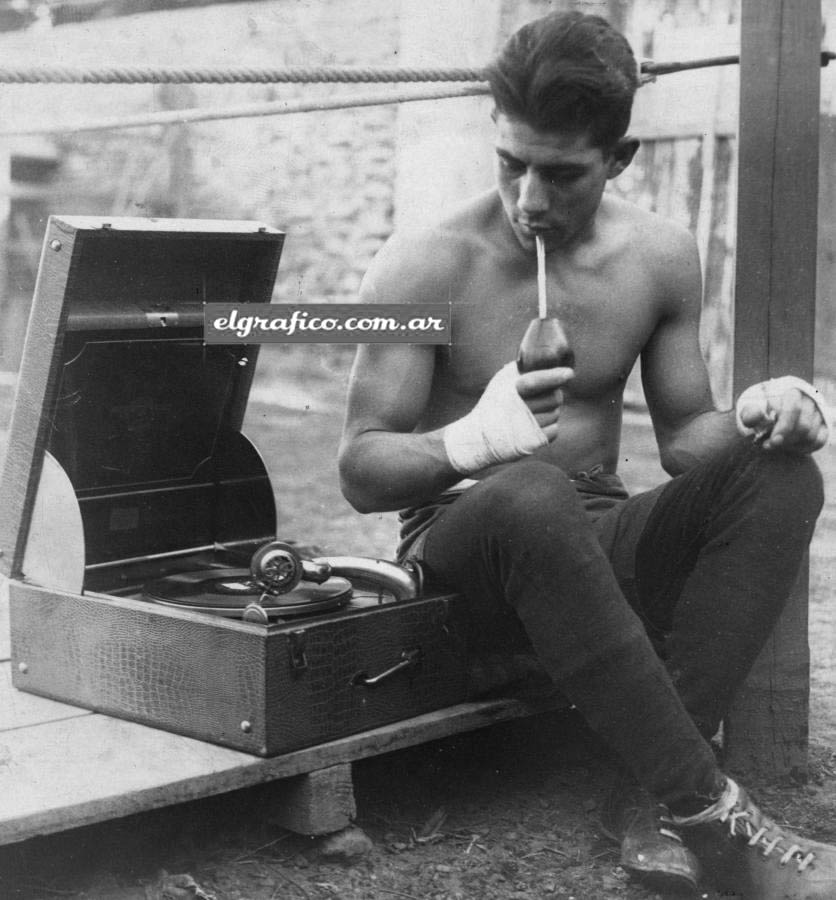
Justo Suárez, o Torito de Mataderos.

Um dos principais símbolos do clube foi o boxeador argentino Justo Suárez, famoso nos anos 30. Ele tinha o apelido de Torito de Mataderos, alcunha essa que foi adotada pelo Nueva Chicago, já que Suárez era torcedor do clube.

## Rivalidades
O principal rival do Nueva Chicago é o All Boys, do bairro de Floresta, com quem protagoniza o conhecido Superclásico del Ascenso. Os clubes já duelaram entre si em mais de 100 oportunidades, muitas delas válidas pela Primera B Nacional.
O Nueva Chicago também possui como um de seus principais rivais o Almirante Brown, localizado na cidade de La Matanza, vizinha a Buenos Aires. As equipes disputam o chamado Clássico de La Matanza, um dos mais violentos do futebol argentino.

## Títulos
| Nacionais | Nacionais               | Nacionais | Nacionais                              |
|           | Competição              | Títulos   | Temporadas                             |
|           | Copa da Argentina       | 1         | (1933) Copa de Competencia Jockey Club |
|           | Primera B Nacional      | 2         | 1930 e 1981                            |
|           | Primera B Metropolitana | 2         | 1940 e 2013-14                         |
| --------- | ----------------------- | --------- | -------------------------------------- |